# Chromis brevirostris
Chromis brevirostris es una especie de peces de la familia Pomacentridae en el orden de los Perciformes.

## Morfología
Los machos pueden llegar alcanzar los 6,9 cm de longitud total.

## Hábitat
Es un pez de mar.

## Distribución geográfica
Se encuentra desde las Islas Marshall hasta Fiyi, las Islas Carolinas, República de Palau y Vanuatu.